# Лопухов, Сергей Вячеславович
Серге́й Вячесла́вович Лопухо́в (род. 17 августа 1974) — российский скульптор.

## Биография

Памятник ликвидаторам радиационных катастроф. Обнинск. 2008

Сергей Лопухов родился 17 августа 1974 года. До 1989 года учился в школе № 20 города Белорецка.
В 1989—1994 годах учился в Суздальском художественно-реставрационного училище по специальности «Художник-реставратор камня». После окончания училища служил в Вооружённых Силах Российской Федерации, затем занимался проектированием, руководством и изготовлением каменного декора. Наиболее известные работы этого периода — резьба на алтарной преграде в церкви Покрова на Нерли (село Боголюбово, 1996), белокаменный иконостас и престол в Храме преподобного Романа Киржачского (город Киржач, 1997), резьба на поминальной часовне у Спасской церкви (город Владимир, 1998).
В 2000—2006 годах учился на кафедре архитектурно-декоративной пластики факультета монументального и декоративно-прикладного искусства Московского государственного художественно-промышленного университета имени С. Г. Строганова.
Автор гранитного памятника ликвидаторам радиационных катастроф в Обнинске (2008).
Автор мемориальной доски Константину Леонтьеву в Оптиной пустыни (2011).
В 2013 году принял участие в конкурсе на создание городской скульптуры Кота учёного в Обнинске, однако проиграл московским скульпторам Владимиру Сапрыкину и Алексею Дубину, чей вариант был воплощён в городе в том же году.
В мае 2014 года депутаты Обнинского городского Собрания выбрали один из трёх вариантов памятника Александру Наумову, предложенных Сергеем Лопуховым, для установки в начале сквера, носящего имя Наумова.
Работает как в фигуративной, так и в абстрактной пластике. Использует различные материалы: камень, дерево, металл.
Живёт в городе Обнинске Калужской области.

### Семья
- Жена — Валентина Владимировна Лопухова (урождённая Листратова), реставратор икон, художник. Выпускница Школы изобразительных искусств Обнинска. Сестра барочного виолончелиста Александра Листратова[4][8].
- Дети:
  - Всеволод Сергеевич Лопухов (р. 2004)[4]
  - Евдокия Сергеевна Лопухова (р. 2006)[4]
  - Любовь Сергеевна Лопухова (р. 2008)[4]
  - Ефросинья Сергеевна Лопухова (р. 2010)[4]

## Участие в творческих организациях
- Член Союза художников России[2][4]
- Член Международной ассоциации монументальной скульптуры (AIESM, Италия)[2][4]

## Выставки

### Групповые выставки
- 2008 — Полемидия, Кипр, 1-й международный скульптурный симпозиум[2]
- 2008 — Черепаново, Россия, Симпозиум скульптуры в камне[2]
- 2008 — Петрозаводск, Россия, 4-й международный симпозиум скульпторов[2][9]
- 2008 — Нидерланды, 10-й международный симпозиум скульптуры в камне[2]
- 2006 — Москва, Россия, 12-й Московский симпозиум скульптуры[2]
- 2005 — Москва, Россия, 11-й Московский симпозиум скульптуры[2]
- 2004 — Москва, Россия, 10-й Московский симпозиум скульптуры[2]
- 2003 — Навои, Узбекистан, 2-й международный симпозиум скульптуры[2]

## Местонахождение произведений
- Парк искусств (Москва)
- Останкинский парк (Москва)
- Парки и частные коллекции Голландии, Швейцарии, Германии, Италии, Кипра, Аргентины, Узбекистана, России.[4]